# Nicole Glocke
Nicole Glocke (* 7. Oktober 1969 in Bochum) ist eine deutsche Schriftstellerin.

## Leben
Glocke wurde als zweite Tochter des Spions Karl-Heinz Glocke geboren. 1989 legte sie das Abitur an der Graf-Engelbert-Schule ab, studierte an der Ruhr-Universität Bochum und an der Friedrich-Wilhelms-Universität Bonn die Fächer Geschichtswissenschaft und Politikwissenschaft sowie promovierte 1997 über die Geschichte der christlichen Mission in deutschen Kolonialgebieten.
Zwischen 1998 und 2002 arbeitete Glocke als wissenschaftliche Mitarbeiterin im Deutschen Bundestag in einem Abgeordnetenbüro und betätigte sich seit dieser Zeit als Autorin mehrerer Fachartikel und eines autobiographischen Buches, die schwerpunktmäßig die Tätigkeit der Hauptverwaltung Aufklärung (HVA) des Ministeriums für Staatssicherheit der damaligen Deutschen Demokratischen Republik thematisieren.

## Werke

### Verratene Kinder
Das Erstlingswerk von Glocke entstand auf der Grundlage einer vieljährigen Recherche nach den Vorgängen, die nach der Flucht aus der DDR von Werner Stiller in den 1970er Jahren zur Inhaftierung ihres Vaters führten. Im Laufe der Archivarbeit trat sie in engen Kontakt mit vielen HVA-Mitarbeitern wie Werner Stiller. Dadurch begegnete sie auch dessen Tochter Edina Stiller, die nach der Flucht ihres Vaters in der DDR verblieben war. Erst nach der Veröffentlichung des Buches kam es zu einem Treffen mit Markus Wolf, der sich um das Treffen bemüht hatte.
In der autobiographisch-analytischen Erzählung Verratene Kinder schildern die beiden von ihren Vätern auf unterschiedliche Art verratenen Töchter ihre Parallelschicksale. Das Buch erfuhr zahlreiche Besprechungen in Presse und Funk; auf Lesungen vor Schulklassen versuchen die beiden Autorinnen, die junge Generation mit dieser nahezu in Vergessenheit geratenen Problematik vertraut zu machen.
Henry Bernhard beschrieb das Buch für den Deutschlandfunk als „ein Zeugnis der Generation der 30-jährigen, die mit den Trümmern des Kalten Krieges leben müssen, für die sie nicht verantwortlich sind. Es ist flüssig und packend zu lesen, ein paar kleine sachliche Fehler hätten dem Lektor auffallen sollen.“ Allerdings machen es die Autorinnen laut Bernhard sich und den Lesern nicht leicht mit ihren Vorwürfen und ihren Urteilen zum Verrat im Kalten Krieg. Sie würden sich dabei zwischen alle Stühle setzen. Für den Spiegel schrieb Ulrich Schwarz, dass dieses Buch „eine überfällige Nachlese zur Stasi-Aufarbeitung“ sei. Das Buch sei eine gradlinige, offene Erzählung der Lebensgeschichten der Autorinnen ohne Pathos. Hierdurch wirke das Buch überzeugend.

### Das Leben und Leiden des Eugen Mühlfeit
In dem Buch Das Leben und Leiden des Eugen Mühlfeit erzählt der deutsch-tschechische Dissident Mühlfeit der Autorin seine Lebensgeschichte. Die kritische Distanz der Autorin zum Erzähler wird durch eingeschobene Erzählsprünge in die Interviewsituation sowie die Einbindung von Äußerungen anderer Zeitzeugen (unter anderem Katja Havemann) ergänzt. Zudem werden einige Aussagen von Mühlfeit durch teilweise widersprüchliche Zeitdokumente relativiert.
Dennoch kam es am 2. Februar 2010 zu einem Prozess um eine Äußerung Mühlfeits. Katja Havemann wollte – ungeachtet ihrer Mitwirkung an der Entstehung des Buches – eine Äußerung Mühlfeits unterbinden lassen, nach der ihr verstorbener Mann Robert Havemann bei der Verbringung von Kunstwerken von der Tschechoslowakei nach Westdeutschland in den 1970er Jahren eine Rolle gespielt haben soll. Vorausgegangen war eine – gemessen an der äußerst kleinen Auflage des Buches – heftig geführte Auseinandersetzung zwischen Historikern, der BStU und der Autorin. Die Kritiker warfen Nicole Glocke vor, das Buch werde dem Rechercheanspruch an historische Forschung nicht gerecht; für die Verwicklung von Robert Havemann in den Kunsthandel gebe es keine stichhaltigen Beweise. Die Autorin, Mühlfeit und der Verlag argumentierten hingegen, die Recherchetiefe gehe weit über das ansonsten in Lebenserinnerungen übliche Maß hinaus; das Buch sei keine wissenschaftliche Arbeit. Zudem könne man weitere Zeitzeugen benennen, die sich an diese Vorgänge erinnerten. Die Klage von Katja Havemann auf Unterlassung und Entschädigung in Höhe von 50.000 € wurde abgewiesen.
In einem weiteren Prozess klagte Erika Gaus, die Witwe des Staatssekretärs Günter Gaus, der zu Zeiten des strittigen Kunstwerke-Transfers ständiger Vertreter der Bundesrepublik Deutschland in der DDR war, gegen den Inhaber des Lukas-Verlags, Franz Böttcher, die Autorin Nicole Glocke und Eugen Mühlfeit vor dem Landgericht Hamburg auf Unterlassung einer Passage des Buches, die ihren verstorbenen Ehemann betrifft. In der Passage wird Mühlfeits Erinnerung dahingehend zitiert, dass Havemann und sein Freundeskreis entschieden hätten, die Bilder über Diplomaten in den Westen bringen zu lassen. Dazu hätten sie Günter Gaus kontaktieren wollen, der versprochen habe, einen seiner Mitarbeiter zu fragen, ob dieser sich daran beteiligen wolle. Die genaue Abwicklung sei Mühlfeit nicht bekannt; Günter Gaus habe auf eine spätere Nachfrage sehr ärgerlich reagiert. Erika Gaus sieht in der Behauptung eine schwere Entstellung des Persönlichkeitsbildes ihres verstorbenen Mannes, da dieser sich durch eine Beteiligung am Bilderschmuggel strafbar gemacht hätte. Die Zivilkammer des Landgerichts Hamburg wies die Klage im Urteil vom 11. März 2011 als unbegründet ab. In der Urteilsbegründung wird argumentiert, eine Beteiligung am Schmuggel von Kunstwerken verfolgter Künstler aus dem Umkreis der Charta 77 sei keinesfalls ehrverletzend, sondern eher geeignet, beim Leser Sympathie für Gaus zu erzeugen. Zudem werde eine direkte Beteiligung nicht behauptet. Letztendlich sei noch nicht einmal eine Strafbarkeit nach bundesdeutschem Recht gegeben.

### Spontaneität war das Gebot der Stunde
In dem Buch Spontaneität war das Gebot der Stunde berichten drei Abgeordnete der einzigen frei gewählten Volkskammer, Burkhard Schneeweiß, Rolf Schwanitz und Dagmar Enkelmann, aus der Zeit des DDR-Umbruchs. Während Schneeweiß als Mitglied der Ost-CDU seit 1976 in der Volkskammer saß und Enkelmann als SED-Abgeordnete seit 1977, wurde Schwanitz erst nach den politischen Umwälzungen in die Volkskammer gewählt. Die drei verkörpern daher sehr unterschiedliche Politiker-Typen, die dementsprechend die turbulente Phase der letzten Volkskammerperiode sehr unterschiedlich reflektieren. Karl Wilhelm Fricke hält das Buch in einer Rezension für die Frankfurter Allgemeine Zeitung für gut recherchiert und lesenswert, vermisst jedoch unter den Protagonisten einen Vertreter der Bürgerrechtsbewegung.

### Im geheimen Krieg der Spionage
Bei dem gemeinsam mit Peter Jochen Winters herausgegebenen Buch Im geheimen Krieg der Spionage handelt es sich um eine Doppelbiographie Hans-Georg Wiecks und Markus Wolfs, wobei Nicole Glockes Kapitel über Wieck die erste nichtautorisierte Biographie eines westdeutschen Geheimdienstchefs darstellt. Die Autorin stützt sich auf viele Stunden Bandmaterial, auf dem sie ihre Interviews mitgeschnitten hat. Peter Jochen Winter standen für sein Markus-Wolf-Porträt Protokolle der persönlich mit ihm geführten Gespräche zur Verfügung. Die Biographien setzen jeweils in der Elterngeneration der beiden Männer an; die unterschiedlichen Familiensituationen sind der entscheidende Schlüssel zum Verständnis der Persönlichkeitsausprägungen von Wieck und Wolf.

### Artikel
- Im Laufe der Promotion entstanden wissenschaftliche Fachaufsätze zur Kolonialgeschichte, die in einem Buch zusammengefasst wurden.
- In dem Publikationsorgan des Deutschen Bundestags Das Parlament veröffentlichte Nicole Glocke einen sehr kontrovers diskutierten Artikel zum Reichstagsbrand.
- Mai 2007: Mehrere Artikel in diversen Zeitungen und Online-Publikationsorganen, die sich kritisch mit der wissenschaftlichen Qualität der Lehrerausbildung für Waldorfschulen auseinandersetzen.[7] Daraufhin großes Leserbriefecho, unter anderem in der FAZ.

### Bücher
- Zur Geschichte der Rheinischen Missionsgesellschaft in Deutsch-Südwestafrika unter besonderer Berücksichtigung des Kolonialkrieges von 1904 bis 1907 (Diss. Bochum), Brockmeyer, Bochum 1997. ISBN 3-936858-15-2.
- mit Edina Stiller: Verratene Kinder. Zwei Lebensgeschichten aus dem geteilten Deutschland, Ch. Links Verlag, Berlin 2003. ISBN 3-86153-302-2.
- Maskerade: Geheimdienstkontakte in Berlin, Matrixmedia Verlag, Göttingen 2007, ISBN 978-3-932313-22-6.
- In den Fängen von StB, MfS und CIA: Das Leben und Leiden des Eugen Mühlfeit, Lukas Verlag für Kunst- und Geistesgeschichte, Berlin 2009, ISBN 3-86732-052-7.
- Im Auftrag von US-Militäraufklärung und DDR-Geheimdienst: Die Lebensgeschichte zweier ehemaliger Agenten im Kalten Krieg, Dr. Köster Verlag, Berlin 2010, ISBN 978-3-89574-725-0.
- Erziehung hinter Gittern – Schicksale in Heimen und Jugendwerkhöfen der DDR, mit einem Nachwort des ehemaligen Bürgerrechtlers und Mitbegründers der Ost-SPD Stephan Hilsberg, Mitteldeutscher Verlag, Halle 2011, ISBN 978-3-89812-782-0.
- Spontaneität war das Gebot der Stunde – Drei Abgeordnete der ersten und einzigen frei gewählten DDR-Volkskammer berichten, Mitteldeutscher Verlag, Halle 2012, ISBN 978-3-89812-898-8 (gefördert durch das Herbert-Wehner-Stipendium der Friedrich-Ebert-Stiftung).
- Wir Kinder von Hartz IV – Drei Reportagen über Familien aus prekären Verhältnissen mit einem Interview mit Walter Riester, Mitteldeutscher Verlag, Halle 2012, ISBN 978-3-89812-950-3.
- mit Peter Jochen Winters: Im geheimen Krieg der Spionage – Hans Georg Wieck (BND) und Markus Wolf (MfS) – Zwei biographische Portraits, Mitteldeutscher Verlag, Halle 2014, ISBN 978-3-95462-253-5.
- Nicole Glocke: Aber der Mensch lebt nicht nur für sich allein – Vier Reportagen über Grenzsituationen, ATE, Münster 2014, ISBN 978-3-89781-236-9.
- Peter Jochen Winters. Ein Leben als politischer Journalist im 20. Jahrhundert. Metropol Verlag, Berlin 2016, ISBN 978-3-86331-290-9.